# Egina (Vascônia)
Egina (em latim: Aighyna, Aegyna ou Aigyna) foi um nobre saxão do século VII que serviu no Reino Merovíngio.

## Vida
Egina serviu como duque em 626 e 635-636; em 626, acusou Paládio e Sidoco de auxiliarem uma rebelião gascã e em 627 seus apoiantes mataram Ermenário na corte de Clotário II em Clipíaco. Sob ordens do rei, ele tomou posição com seus homens em Montmartre e uma disputa armada com Prodúlfo foi evitada por pouco. Em 635, foi um dos 10 duques sob Quadoindo enviados da Borgonha contra os gascões, e no ano seguinte, após os gascões serem derrotados, acompanhou seus líderes para Dagoberto I em Clipíaco. Egina aparentemente ficou para trás após o exército principal retornar à Borgonha e é possível que fosse duque da Gascônia em 636.